# Stictorhinus potamius
Stictorhinus potamius is een straalvinnige vissensoort uit de familie van de slangalen (Ophichthidae). De wetenschappelijke naam van de soort is voor het eerst geldig gepubliceerd in 1975 door Böhlke & McCosker.